# Torbjørn Falkanger
Torbjørn Falkanger, norveški smučarski skakalec, * 8. oktober 1927, Trondheim, Norveška, † 16. julij 2013.
Falkanger je nastopil na Zimskih olimpijskih igrah 1952 v Oslu, kjer je osvojil naslov olimpijskega podprvaka na veliki skakalnici. Po padcu leta 1956 je moral končati kariero.